# Edda Schliepack
Edda Rosina Schliepack (* 8. April 1940 in Frankfurt/Oder) ist eine deutsche Politikerin (CDU) und ehemaliges Mitglied des Niedersächsischen Landtages.

## Leben
Nach dem Erwerb der Hochschulreife in Berlin verbrachte Edda Schliepack die Jahre 1959 bis 1960 in London. Anschließend studierte sie an der TU Berlin Wirtschaftswissenschaften und arbeitete dann von 1968 bis 1969 in einem Wohnungsbauunternehmen als Angestellte mit Personalverantwortung. In den Jahren 1979 bis 1986 war sie in der Erwachsenenbildung tätig.
In die CDU trat sie im Jahr 1974 ein und wurde in den CDU-Sozialausschüssen und in der CDU-Mittelstandvereinigung aktiv. Im Landesverband Braunschweig übernahm sie den stellvertretenden Vorsitz, zudem übernahm sie den Vorsitz der CDU-Frauenunion im Landesverband Braunschweig und war Vorstandsmitglied im Peiner Wasserbeschaffungsverband. In der Gemeinde Vechelde wurde sie 1974 Ratsmitglied und im gleichen Jahr Abgeordnete des Peiner Kreistages.
Vom 21. Juni 1986 bis 20. Juni 1994 war sie Mitglied des Niedersächsischen Landtages (11. und 12. Wahlperiode), dabei hatte sie vom 15. Mai 1990 bis 20. Juni 1994 den stellvertretenden Vorsitz der CDU-Landtagsfraktion inne.
Sie ist Witwe des ehemaligen Vechelder Propstes Eckhard Schliepack und hat eine Tochter. 